# 長週期變星

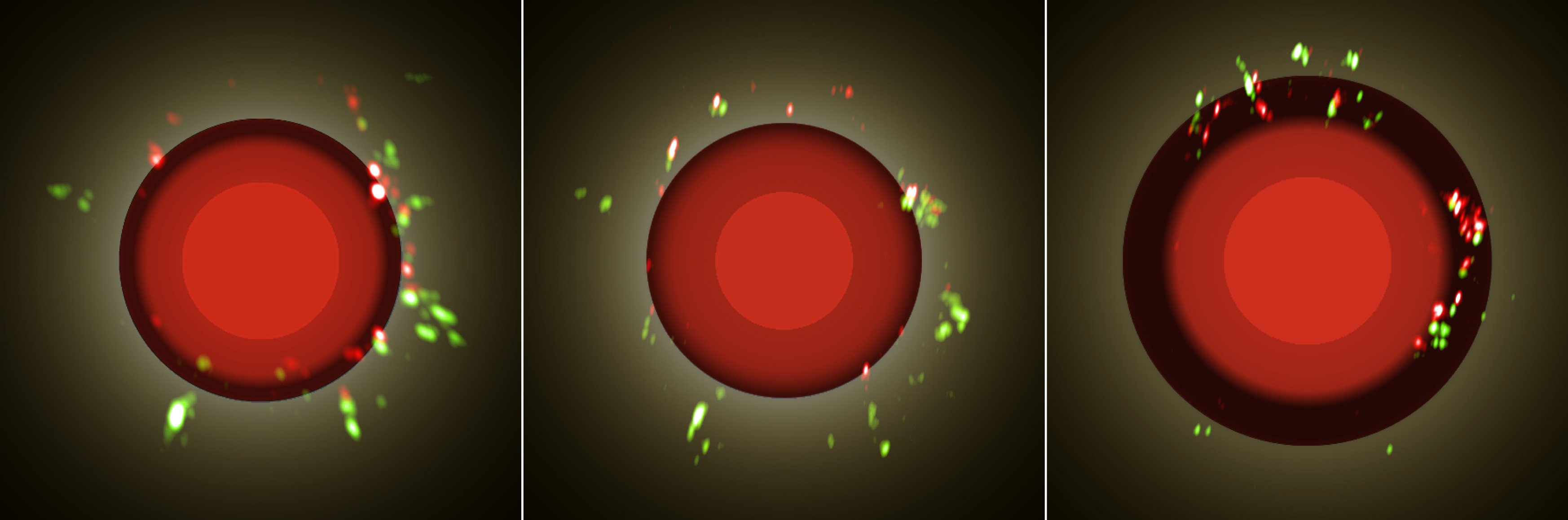
獵戶座S的脈動，顯示灰塵的產生和邁射。（ESO）

長週期變星是描述各種類型低溫亮脈動變星的術語。它經常被縮寫為LPV.

## 變動的類型
變星總表並未定義長週期變星，然而它確實將蒭藁變星描述圍成週期變星。這個名詞最初使用於19世紀，在更精確地分類變星之前，指的是週期尺度通常在數百天以上的變星們。到20世紀中葉，長週期變星指的是低溫的巨星。蒭藁變星、半規則變星和其它脈動變星之間的關係仍在調查中，而長週期變星一詞通常僅限於最低溫的脈動變星，因而幾乎全都是蒭藁變星。半規則變星被認為是介於長週期變星和造父變星的變星。
在《變星總表》出版後，蒭藁變星和半不規則變星，尤其是SRa型變星，通常都被視為長週期變星。最廣泛的長週期變星包括蒭藁變星、半規則變星、慢不規則變星和光學重力透鏡實驗（OGLE）中的小振幅紅巨星（OSARGs），也包括巨星和超巨星。但小振幅的紅巨星通常不被視為長週期變星，許多作者繼續用限制性的語詞只指 and many authors continue to use the term more restrictively to refer just to Mira and semiregular variables, or solely to Miras.許多作者繼續用限制性的詞來只指蒭藁變星和半規則變星，或者只是蒭藁變星。美國變星觀測者協會（AAVSO）的長週期變星組則涵蓋蒭藁變星、半規則變星（SR）、L型變星和金牛座RV型變星、和所有受到關注的紅巨星。
金牛座RV型變星是另一種低溫且變化緩慢的變星。AAVSO 也觀察SRc和Lc型的變星，它們分別是半規則和不規則的低溫超巨星。因為只有漸近巨星分支星和可能的紅巨星支尖星，所以最近的研究越來越關注於長週期變星。這些變星中，最近分類的小振幅紅巨星（OSARGs）是迄今為止數量最多的，還包含高比例的紅巨星。

## 性質

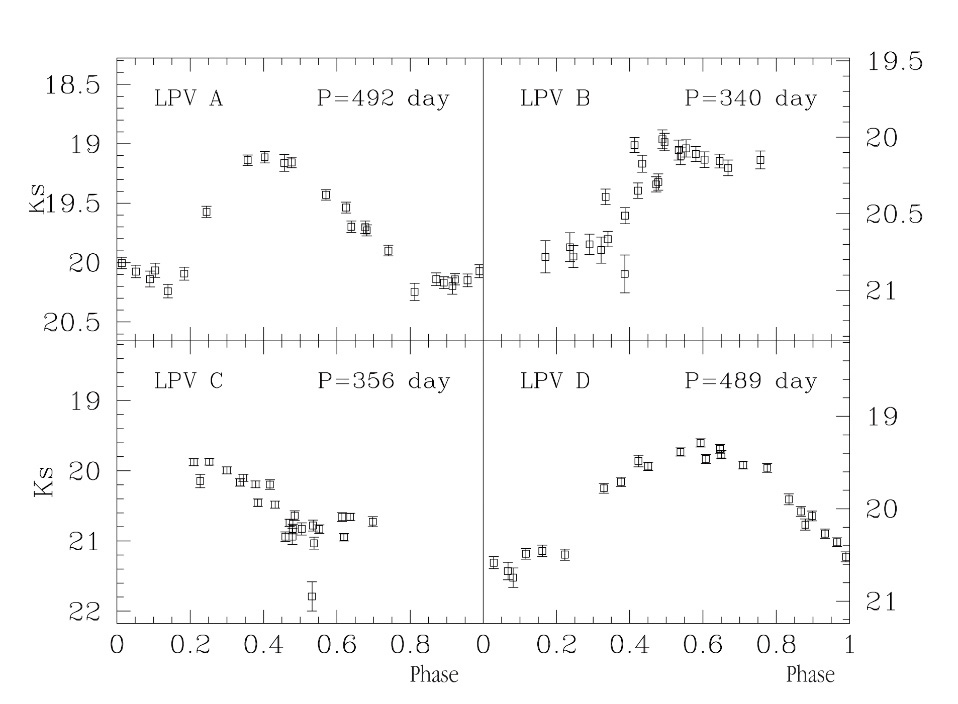
在銀河系中心半人馬座A中4顆蒭藁變星的光變曲線。

長週期變星是脈動的低溫巨星或超巨星，變星的週期從大約100天或只有幾天的小振幅紅巨星，到超過1,000天。在某些情況下，這些變化太微弱而無法確定週期，因而它們是否真正是非週期性的，還是一個懸而未決的問題。
長週期變星具有的光譜類型是F和傾向紅色，但許多的光譜類型是M、S-型星（類似K5-M型）或C型星。許多天空中最紅的星，像是獵犬座Y（La Superba）、天鷹座V、和人馬座VX都是長週期變星。
許多長週期變星，包括所有的蒭藁變星，都是亮度是太陽數千倍的熱脈動漸近巨星分支星。有些半規則變星和不規則變星是低亮度的巨星，而其它的是較亮的超巨星，包括一些已知最大的恆星，像是大犬座VY。

## 長次週期變星
有四分之一至一半的長週期變星顯示非常緩慢的變化，在可見光波長下有週期約為主脈動週期的10倍，而振幅高達一個星等的變化。這些稱為長次週期變星，但長次週期變化的原因仍未知。連星的交互作用、塵埃形成、自轉或非逕向振盪都被作為原因提出，但都無法解釋觀測的結果。

## 脈動模式
蒭藁變星大多是基本模式的脈動，而在漸近巨星分支的半規則變星和不規則變星的脈動在第一、第二和第三泛音。許多不太規則的長週期變星則有多種模式下的脈動。
長次週期不能由基本模式逕向脈動或其諧波所引起，但奇特的脈動模式或許是一種可能的解釋。

## 外部連結
- GCVS variable types （页面存档备份，存于）
- AAVSO Long Period Variable Section （页面存档备份，存于）